# Sixto Santacruz
Sixto Abel Santa Cruz Cantero (Ypané, 6 de noviembre de 1988) es un futbolista paraguayo. Juega de delantero y su actual equipo es Teniente Fariña de la Liga Central de Deportes de Guarambaré.

## Trayectoria
Santacruz se formó en las divisiones juveniles del Cerro Porteño de Paraguay. El 2008 estuvo a prueba en el club The Strongest de Bolivia donde, tras no llegar a ser contratado, regresa a su país para jugar con el 2 de Mayo.
En el 2009 es fichado por el Sport Huancayo de Perú, por consejo del entonces presidente del club, Vladimir Cerrón, donde tuvo un destacado rendimiento anotando 8 goles y clasificando a la Copa Sudamericana 2010 la cual perdió en un global de 9-2 frente a Defensor Sporting en ese 2010 anotó 4 goles en 22 partidos. En el 2011 hace una gran campaña con el José Gálvez de Chimbote. En 2013 firma por el Real Potosí de Bolivia.

## Clubes
| Club              | País     | Año       |
| ----------------- | -------- | --------- |
| Juventud Ypanense | Paraguay | 2007      |
| 2 de Mayo         | Paraguay | 2008      |
| Sport Huancayo    | Perú     | 2009-2010 |
| José Gálvez       | Perú     | 2011      |
| Los Caimanes      | Perú     | 2012      |
| Real Potosí       | Bolivia  | 2013 -    |

## Palmarés

### Campeonatos nacionales
| Título                    | Club        | País | Año  |
| ------------------------- | ----------- | ---- | ---- |
| Copa del Inca             | José Gálvez | Perú | 2011 |
| Segunda División del Perú | José Gálvez | Perú | 2011 |